# Tamit
Tamit war eine Siedlung während der frühchristlichen Zeit am Nil im heutigen Süden Ägyptens. Die Reste von acht Kirchengebäuden wurden freigelegt, bevor der Ort 1964/65 vollständig im ansteigenden Nassersee unterging.

## Lage
Tamit lag am linken, westlichen Ufer des Nil zwischen dem 1. und 2. Katarakt, wenige Kilometer nordöstlich von Abu Simbel, etwa 70 Kilometer vom sudanesischen Grenzort Wadi Halfa entfernt und halbwegs zwischen den antiken Städten Qustul und Qasr Ibrim. Gegenüber stand direkt am östlichen Flussufer die kleine Kirche von Kaw.

## Forschungsgeschichte
Anfang der 1930er Jahre führte Ugo Monneret de Villard (1881–1954) im Auftrag der ägyptischen Altertumsbehörde und mit Unterstützung des italienischen Außenministeriums Grabungen durch. Im Rahmen der 1960 begonnenen UNESCO-Rettungsaktion kurz vor der Überflutung der meisten antiken Stätten in Unternubien untersuchte ein Team der Universität Rom unter Leitung von Sergio Donadoni die Siedlungen Tamit und Sabagura. Es gelang ihnen unter Zeitdruck, einzelne Gebäude teilweise vom Sand zu befreien und den gesamten Ort in einem Plan festzuhalten. Während der Arbeiten vom 26. August bis zum 16. September 1964 entdeckten sie zwei weitere, bisher unbekannte Kirchen. Im Februar 1964 vermaßen Friedrich Wilhelm Deichmann, Erich Dinkler, Peter Grossmann und andere Mitglieder des Deutschen Archäologischen Instituts während einer kurzen Reise durch Unternubien die größeren Kirchen.
William Yewdale Adams kategorisierte 1965 die nubischen Tempel nach Stilmerkmalen in Zeitabschnitte. Den vollständig ausgeprägten Stil 3b von 800 bis 1250 bezeichnete er als Tamit Typ.

## Stadtbild
Tamit war eine der typischen unternubischen Kleinstädte, die mit der Christianisierung ab dem 6. Jahrhundert eine wirtschaftliche Blütezeit erlebten und um das 15. Jahrhundert islamisiert wurden. Die vorwiegend aus Lehmziegeln errichteten Häuser besaßen zwei bis drei langrechteckige kleine Räume, die von Tonnengewölben überdeckt waren. Bei einigen Häusern führte eine gerade oder dreiläufige Treppe in einem Eckraum zu einem Obergeschoss. Das unregelmäßige Ortsbild mit eng beieinanderliegenden Häusern und Fußwegen dazwischen scheint sich ohne Plan allmählich entwickelt zu haben. Viele Sackgassen sind vermutlich erst später mit einer dichteren Bebauung entstanden. Möglicherweise gab es in der Ortsmitte einen freien Platz. Die Kirchen lagen an den Rändern der Wohnsiedlung. Der Ort dürfte zur Blütezeit nicht mehr als 200 bis 400  Einwohner gehabt haben.
Ugo Monneret de Villard erwähnt ein christliches Mausoleum im Nordfriedhof von Tamit, das als Tetrapylon mit einer Vollkreiskuppel überdeckt war. In den vier, aus Lehmziegeln gemauerten Winkelpfeilern  schlossen waagrecht verlegte Eckbrücken (einfache Trompen) den quadratischen Unterbau an den Kuppelrand an. Der Bau ähnelt dem Grab des Bischofs Petros in Faras an der Nordseite der Kirche am Südhang.

### Doppelkirche
Die Doppelkirche im Osten des Ortes hatte Ugo Monneret de Villard fälschlich als „gruppo delle tre chiese contigue“ (drei zusammenhängende Kirchen) bezeichnet, tatsächlich befand sich in der Mitte der freigelegten Gesamtanlage der älteste Bau, der später nach Süden erweitert wurde. Die älteste kleine Kirche vom Typ der frühen Dorfkirchen scheint dreischiffig gewesen zu sein. Der Mauerverlauf des ursprünglichen Mittelschiffs war noch innerhalb der späteren Umbauten erkennbar. Die Rekonstruktionszeichnung geht von einem 15,5 × 11 Meter großen Gebäude aus, das durch drei Tonnengewölbe in Längsrichtung gedeckt war. Zu einer späteren Zeit wurde das nördliche Seitenschiff abgebrochen und durch eine vollständige, dem typischen nubischen Bauplan entsprechende, dreischiffige Kirche ersetzt. Zusammen mit der asymmetrisch erfolgten Süderweiterung ergaben sich zwei, an der Längsseite verbundene Kirchengebäude.
Die Nordkirche war etwa 16 Meter lang und knapp 10 Meter breit. Im Osten des rechteckigen Gebäudes befand sich die zentrale, halbrunde Altarnische, die in der koptischen Kirche als Haikal bezeichnet wird. Zu beiden Seiten dieser Apsis schlossen sich zwei Nebenräume an (Pastophorien, entsprechend dem Diakonikon zur einen und der Prothesis zur anderen, meist südlichen Seite), die durch symmetrisch angeordnete Türen von den Seitenschiffen betreten wurden und über einen schmalen Gang hinter der Apsis miteinander verbunden waren. Die Tür zum südlichen Seitenraum war etwas breiter. Der Betsaal (Naos) lässt sich durch zwei zentrale, im Quadrat angeordnete Pfeilerpaare ähnlich der Südkirche von Ikhmindi als Vierstützenbau charakterisieren. Der Bereich vor der Westwand war durch drei annähernd gleich große Räume unterteilt. Vom mittleren Raum, der zum Naos offen stand, führten Türen zu den seitlichen Nebenräumen. Im südwestlichen Raum, dessen südliche Außenwand zur Ecke stark abgeschrägt war, befand sich eine dreiläufige Treppe mit zwei Viertelpodesten, die um einen Pfeiler herum auf das Dach führte. Über den vier Pfeilern befand sich eine zentrale Lehmziegelkuppel in der Bauart eines nubischen Gewölbes; die übrigen Raumteile waren durch Tonnengewölbe in Längsrichtung überdeckt. In den 1930er Jahren war noch die Übergangszone vom Quadrat zur Rundkuppel vorhanden, 1964 standen lediglich die vier Pfeiler. Das Mittelschiff lag in der Flucht der Altarnische und war etwas breiter als die Seitenschiffe.
Beim Neubau der Südkirche wurde die Ostwand an der Apsis nach Süden (auf insgesamt etwa zehn Meter) stärker als im Westen verlängert, so dass sich ein schiefwinkliges Seitenschiff ergab. Es bestand kein Durchgang hinter der Apsis, ob der ältere Bau einen Durchgang besaß, war nicht eindeutig zu ermitteln. In dem untypischen Bauplan befand sich an der Stelle des südlichen Apsisnebenraums eine Treppe zum Dach. Die Kirchen waren durch zwei Türöffnungen an der gemeinsamen Wand miteinander verbunden. Der westliche Bereich war überkuppelt, das von der alten Kirche gebliebene Mittelschiff war mit einem Tonnengewölbe gedeckt.
In den Altarnischen beider Kirchen war ein Synthronon, eine Priesterbank für den Klerus eingebaut. Es wäre also möglich gewesen, dass in den Kirchen ein Bischof amtierte. Ein Beleg für einen Bischofssitz ist damit jedoch nicht gegeben. Bei den Ausgrabungen wurde keine Keramik gefunden, nach der eine Datierung hätte erfolgen können. Die älteste christliche Keramik am Ort stammt aus der Mitte des 8. oder aus dem 9. Jahrhundert. Der ursprüngliche Kirchenbau dürfte die älteste Kirche Tamits sein und wird von Grossmann in diese Zeit datiert. Das Alter der Nordkirche wird übereinstimmend mit 11. Jahrhundert angegeben, für die umgebaute Südkirche kommt das 11. bis 13. Jahrhundert in Betracht. Doppelkirchen waren in Nubien sehr selten. Die Friedhofskirche von ar-Ramal besaß zwei nebeneinanderliegende apsidiale Altarräume und die Kirche von Gindinarri eine an der Nordseite angebaute Kapelle.

### Raphaelskirche
Die Raphaelskirche am Westrand des Ortes wurde in jüngerer Zeit von einem islamischen Heiligengrab überbaut, weshalb sie auch Kirche des Scheich genannt wird. Das Grab, das sich direkt über dem zentralen Kirchenschiff befand, hatte Monneret de Villard in den 1930er Jahren an der Freilegung gehindert. Edda Bresciani fand im September 1964 auf dem Bogen der nördlichen Eingangstür ein Monogramm mit dem Namen des Erzengels Raphael (ΡΑΘΑΗΛ). Zuvor musste die italienische Mission die eingesandeten Ruinen, von denen Grossmann im Februar fast nichts gesehen hatte, wenigstens teilweise ausgraben. Sie entfernten die oberen Sandschichten und erreichten nur an einigen Stellen den Fußboden.
Dabei kamen stark verblichene Wandmalereien aus einer späteren Phase zum Vorschein, die sich heute im Koptischen Museum in Kairo befinden. Sie sind unter anderem für die Frage von Bedeutung, in welchem Umfang das christliche Kreuz in Nubien verehrt wurde. In einem der Apsisnebenräume fand man die Erscheinung Gottes (Theophanie) als Dreifaltigkeit mit einem Gemmenkreuz dargestellt. Dieses Motiv kommt in Nubien insgesamt sieben Mal vor: fünf weitere Abbildungen stammen aus Faras und eine aus Abdallah Nirqi, jeweils aus den Nebenräumen. Um das Jahr 1000 verlor die Abbildung der Dreifaltigkeit in Nubien ihre Bedeutung, das kostbar gewordene Kreuz wurde in der Folgezeit größer dargestellt. Es taucht in der Altarnische jetzt ohne die ältere Gottesdarstellung auf.
Der Grundriss folgte dem üblichen Schema nubischer Dorfkirchen. Die vier zentralen Pfeiler des Kirchenschiffs waren unregelmäßig mit kreuzförmigem Querschnitt aufgemauert. Die Pfeiler waren ähnlich wie bei der Kirche von Kaw untereinander und mit den Außenwänden wie ein rechtwinkliges Gitter durch Gurtbögen verbunden. Es ergaben sich neun Felder, von denen die mittleren ein wenig breiter waren. Anhand der noch vorhandenen Bogenansätze ergab sich, dass die mittlere Rundkuppel deutlich höher gewesen sein musste als die flachen Hängekuppeln über den umliegenden Feldern. Von den Dachformen lässt sich ableiten, dass damals die Vorstellung eines Zentralraums mit seitlichen Kreuzarmen bestand. Die Kuppeln sind ein gutes Beispiel für den in Nubien üblichen stehenden Ringschichtenverband. Die beiden östlichen Nebenräume waren von quer liegenden Tonnengewölben überdeckt.
Hinter der halbrunden Altarnische verband ein schmaler Durchgang die beiden quadratischen Seitenräume. Von den drei westlichen Nebenräumen dürfte sich im nördlichen Raum die Treppe befunden haben. Die Tür zum Treppenhaus wurde später zugemauert. Im oberen Teil der Längswände gab es in den Mitten der Felder größere Rundbogenfenster; der südwestliche Nebenraum besaß in der Westwand ein Schlitzfensterpaar.
Das gesamte Gebäude bestand fast vollständig aus mit Nilschlamm hergestellten Lehmziegeln. Die einzigen Steine waren zwei Türstürze über den östlichen Nebenräumen und Keilstein-Rundbögen über der nördlichen und südlichen Eingangstür. Diesen Rundbögen fehlten entsprechende Auflager, außerdem wiesen sie klaffende Stoßfugen auf. Daraus lässt sich folgern, dass sie zur Gänze aus einem älteren Steingebäude übernommen wurden. Wegen der Deckenkuppeln kann die Kirche nicht vor dem 11. Jahrhundert erbaut worden sein, Peter Grossmann hält das 12. oder 13. Jahrhundert für wahrscheinlich.

### Langhauskuppelkirche
Die dreischiffige Basilika war im hinteren Teil des erhöhten Mittelschiffs von einer flachen Hängekuppel überwölbt. Dieser in Nubien seltene Kuppelraum dürfte von Ägypten übernommen worden sein. Die Form findet sich nur noch an der Kirche auf der Zitadelle von Faras und diente als Vorbild für die Nordkirche von Qasr Ibrim. Die stark betonte Zentralkuppel hatte mit 3,3 Meter Innendurchmesser die größte Spannweite aller Kirchen in Unternubien, gefolgt von der Klosterkirche von ar-Ramal mit 3,1 Meter. Die Kuppelkirche von Kulb mit 7,3 Meter Durchmesser ist ein Sonderfall.
Die halbrunde Apsis war von einer konischen Form eines Tonnengewölbes überdeckt, die gelegentlich vorkam und sich auch an der Südkirche von Ikhmindi findet. Der Krümmungsdurchmesser war am hinteren Ende kleiner und vergrößerte sich mit dem aufgehenden Halbkreis in Richtung des Kirchenraums.

### Weitere Kirchengebäude
Die Zentralkirche wird nach ihrer Funktion auch als Friedhofskirche bezeichnet. Sie besaß den üblichen Verbindungsgang hinter der Apsis. Ein in Ringschichten ausgebildeter Türbogen (Lehmziegel längs zur Kreislinie) hatte sich erhalten, obwohl diese Bogenform deutlich weniger stabil ist als ein Radialbogen.
Bei der Erzengelkirche fehlten seltsamerweise die beiden Eingänge vom Kirchenschiff zu den Apsisnebenräumen. Teile des Lehmputzes zeigten Reste von Bemalung. Allgemein blieben nur wenig Fresken in den ländlichen Kirchen erhalten. Sie waren vermutlich als Andachts- oder Votivbilder gedacht.